# Paramesochra pterocaudata
Paramesochra pterocaudata är en kräftdjursart som beskrevs av Kunz 1937. Paramesochra pterocaudata ingår i släktet Paramesochra och familjen Paramesochridae. Arten är reproducerande i Sverige. Inga underarter finns listade i Catalogue of Life.